# Телевизионные новости
«Телевизио́нные но́вости» (англ. Broadcast News) — кинофильм режиссёра Джеймса Брукса, вышедший на экраны в 1987 году.

## Сюжет
Ведущий телевизионных новостей Том Груник не может похвастаться большим интеллектом, зато обладает запоминающейся внешностью. Его соперник — и в работе, и в любви — опытный честолюбивый репортёр Аарон Альтман, автор множества выдающихся репортажей. В центре их противостояния оказывается начинающая продюсер Джейн Крэйг, которая должна выбрать одного из них.

## В ролях
| Актёр              | Роль          |
| ------------------ | ------------- |
| Уильям Хёрт        | Том Груник    |
| Альберт Брукс      | Аарон Альтман |
| Холли Хантер       | Джейн Крэйг   |
| Роберт Проски      | Эрни Мерриман |
| Лоис Чайлз         | Дженнифер Мэк |
| Джоан Кьюсак       | Блэр Литтон   |
| Джек Николсон      | Билл Рорич    |
| Питер Хэкс         | Пол Мур       |
| Кристиан Клеменсон | Бобби         |

## Награды и номинации
- 1987 — премия Национального совета кинокритиков США за лучшую женскую роль (Холли Хантер), а также номинация на лучший фильм.
- 1988 — приз «Серебряный медведь» за лучшую женскую роль (Холли Хантер) на Берлинском кинофестивале.
- 1988 — 7 номинаций на премию «Оскар»: лучший фильм (Джеймс Брукс), лучший оригинальный сценарий (Джеймс Брукс), лучшая мужская роль (Уильям Хёрт), лучшая женская роль (Холли Хантер), лучшая мужская роль второго плана (Альберт Брукс), лучшая работа оператора (Михаэль Балльхаус), лучший монтаж (Ричард Маркс).
- 1988 — 5 номинаций на премию «Золотой глобус»: лучший фильм — комедия или мюзикл, лучший режиссёр (Джеймс Брукс), лучший сценарий (Джеймс Брукс), лучшая мужская роль — комедия или мюзикл (Уильям Хёрт), лучшая женская роль — комедия или мюзикл (Холли Хантер).
- 1988 — премия American Comedy Awards за самую смешную мужскую роль второго плана (Альберт Брукс).
- 1988 — номинация на премию Гильдии режиссёров США за лучшую режиссуру — Художественный фильм (Джеймс Брукс).
- 1988 — номинация на премию Гильдии сценаристов США за лучший оригинальный сценарий (Джеймс Брукс).